# Kasseistrook van Gruson
De kasseistrook van Gruson (Frans: Secteur pavé de Gruson) is een kasseistrook uit de wielerwedstrijd Parijs-Roubaix, gelegen in de Franse gemeente Gruson.
De strook is in totaal 1.100 meter lang. Ze begint aan de D90, een weg van Cysoing naar Baisieux, en volgt eerst een honderdtal meter de Rue de Bourghelles (een oude weg van Chéreng naar Bourghelles) en daarna de Chemin de l'Arbre in westelijke richting naar het dorpscentrum van Gruson. De strook bevindt zich in de finale van de wedstrijd en is als 2-sterrenstrook een relatief lichte strook. Echter komt de strook wel direct na de vijfsterrenstrook Carrefour de l'Arbre. Een kort gedeelte van de D90 scheidt beide stroken van elkaar. De strook eindigt in de plaats Gruson.
27: Troisvilles à Inchy · 
26: Viesly à Quiévy · 
25: Quiévy à Saint-Python · 
24: Saint-Python · 
23: Vertain à Saint-Martin-sur-Écaillon · 
22: Capelle-sur-Écaillon à Ruesnes · 
21: Aulnoy-lez-Valenciennes - Famars · 
20: Famars à Quérénaing · 
19: Quérénaing à Maing · 
18: Maing à Monchaux-sur-Écaillon · 
17: Haveluy à Wallers · 
16: Bos van Wallers-Arenberg · 
15: Millonfosse à Bousignies · 
14: Brillon à Tilloy-lez-Marchiennes · 
14: Tilloy à Sars-et-Rosières · 
13: Beuvry-la-Forêt à Orchies · 
12: Orchies · 
11: Auchy-lez-Orchies à Bersée · 
11: Mons-en-Pévèle · 
10: Mérignies à Avelin · 
9: Pont-Thibaut à Ennevelin · 
8: Templeuve - L'Épinette · 
8: Templeuve – Moulin-de-Vertain · 
7: Cysoing à Bourghelles · 
6: Bourghelles à Wannehain · 
5: Camphin-en-Pévèle · 
4: Carrefour de l'Arbre · 
3: Gruson · 
2: Willems à Hem · 
1: Roubaix